# Warren King
Warren King (* 1. April 1955) ist ein ehemaliger australischer Snookerspieler, der nach einem zweifachen Gewinn der australischen Snooker-Meisterschaft zwischen 1982 und 1997 17 Jahre als Profispieler verbrachte. In dieser Zeit erreichte er neben Weltranglistenplatz 35 unter anderem das Endspiel des Ranglistenturnieres Classic 1990.

## Karriere

### Anfänge als Amateur
Der aus New South Wales kommende King machte erstmals auf sich aufmerksam, als er 1980 gegen James Giannaros die australische Snooker-Meisterschaft gewinnen konnte. Im gleichen Jahr nahm er an der in Australien stattfindenden Amateurweltmeisterschaft teil, schied aber trotz Siegen über Joe O’Boye und Eddie McLaughlin und mittels Niederlagen gegen Ron Atkins und Paul Mifsud in der Gruppenphase aus. Mit einem 8:6-Sieg über John Campbell konnte er 1981 schließlich seinen Titel bei der australischen Meisterschaft verteidigen. 1982 erreichte er schließlich zum dritten Mal in Folge das Endspiel der australischen Meisterschaft, unterlag aber diesmal mit 3:8 James Giannaros. Zudem nahm er erneut an der Amateurweltmeisterschaft teil, schied aber trotz sechs von acht möglichen Siegen erneut in der Gruppenphase aus. Im selben Jahr wurde King professioneller Snookerspieler.

### Erste Profijahre
Während Kings erster Profisaison, der Spielzeit 1982/83, nahm dieser nur an einem einzigen Turnier, der Snookerweltmeisterschaft, respektive an der Qualifikation für ebenjene teil, wobei er mit einem 10:6-Sieg über seinen Landsmann Ian Anderson sein erstes Profispiel gewann und schließlich in der finalen Qualifikationsrunde dem Engländer Mike Hallett unterlag. Infolgedessen blieb er auf der Weltrangliste ungesetzt.
Zur nächsten Saison steigerte King allerdings seine Teilnahmebereitschaft, verlor aber sowohl beim Einladungsturnier Australian Masters als auch beim Ranglistenturnier Classic sein Auftaktspiel, wobei er bei zwei weiteren Ranglistenturnieren, den International Open und dem Professional Players Tournament, jeweils die für ihn zweite Runde und somit bei letzterem auch die erste Hauptrunde erreichte. Zudem konnte er beim International Masters, einem Non-ranking-Turnier, die Halbfinalgruppe erreichen und zog zum Saisonende mit Siegen über die Engländer Tony Jones, Mike Watterson und Dave Martin erstmals in die Hauptrunde der Snookerweltmeisterschaft im Crucible Theatre ein, wo er mit 3:10 gegen den späteren Turniersieger Steve Davis verlor.  Dem zur Folge, wurde er zum Ende der Saison mit Platz 48 erstmals auf der Snookerweltrangliste geführt.

### Aufstieg in die Top 40
Auch in der Saison 1984/85 konnte King bei einem Teil der Turniere seine Auftaktspiele nicht gewinnen, wobei dies unter anderem bei den International Open und in der Qualifikation für die Snookerweltmeisterschaft der Fall war. Dagegen hatte er bereits zum Saisonanfang bei der Australian Professional Championship mit Siegen über John Campbell und James Giannaros das Finale erreicht und dort mit 3:10 gegen Eddie Charlton verloren, wogegen er hinsichtlich der Ranglistenturnieren in zwei Fällen in der Runde der letzten 64 und in einem weiteren Fall in der Runde der letzten 32 ausschied. Lediglich beim Classic überstand er mit Siegen über Steve Duggan, Dean Reynolds, John Spencer und Jimmy White ebenjene Runden sowie das Achtelfinale, bevor sich King im Viertelfinale Joe Johnson geschlagen geben musste. Auf der Weltrangliste bedeutete dies für King eine Verbesserung auf Rang 35, welcher Zeit seiner restlichen Karriere seine beste Weltranglistenplatzierung blieb.
Etwas weniger erfolgreiche verlief dagegen die folgende Saison, zu deren Anfang King im Halbfinale der Australian Professional Championship ausschied und über die gesamte Saison hinweg bei drei Turnieren nicht sein Auftaktspiel gewinnen konnte. Zudem schied er bei der UK Championship und beim Classic in der Runde der letzten 64 sowie bei der Matchroom Trophy in der Runde der letzten 32 aus, während er in der Qualifikation für die Snookerweltmeisterschaft mit Siegen über Dessie Sheehan und Colin Roscoe die finale Qualifikationsrunde erreichte und in dieser sich mit 7:10 Dean Reynolds geschlagen geben musste. Infolgedessen verschlechterte sich King auf der Weltrangliste um sechs Plätze auf Rang 41.
Während der Saison 1986/87 verlor King dagegen lediglich beim Australian Masters sein Auftaktspiel, sodass er im Gegensatz dazu bei allen anderen Turnieren ebenjenes gewinnen konnte. Nachdem er dabei bei der Australian Professional Championship bereits Lou Condo und Eddie Charlton besiegt hatte, konnte er mithilfe eines 10:3-Sieges über John Campbell erstmals ein professionelles Turnier gewinnen. Hinsichtlich der Ranglistenturniere schied King zwei Mal in der Runde der letzten 64 sowie bei den übrigen vier Turnieren in der Runde der letzten 32 aus, wobei er sich somit für die Hauptrunde der Snookerweltmeisterschaft qualifizierte und dort gegen Steve Davis verloren hatte. Auf der Weltrangliste wirkte sich die Saison dabei mit einer Verbesserung um zwei Ränge auf Platz 39 aus.

### Auf und Ab innerhalb der Top 60
Auch zu Beginn der Saison 1987/88 verlor King wie auch im weiteren Saisonverlauf bei drei Ranglistenturnieren beim Australian Masters sein Auftaktspiel, wobei er zudem bei zwei weiteren Ranglistenturnieren nicht über die für ihn zweite Runde herauskam. Dagegen konnte er bei der Australian Professional Championship mithilfe eines 10:7-Sieges über Eddie Charlton seinen Titel erfolgreich verteidigen und somit zum zweiten Mal das Turnier gewinnen. Zudem konnte er zusammen mit Eddie Charlton und John Campbell das Finale des World Cups erreichen, in dem das australische Team allerdings sich dem englischen Team mit Steve Davis, Jimmy White und Neal Foulds geschlagen geben musste. Zum Saisonende konnte er sich zusätzlich mit Siegen über Paul Watchorn, Martin Clark und John Spencer für die Hauptrunde der Snookerweltmeisterschaft qualifizieren, wo er mit einem 4:10 an John Parrott scheiterte.  Dennoch verlor er auf der Weltrangliste fünf Plätze und belegte somit Rang 44.
In der nächsten Saison konnte King nicht mehr an die Erfolge der vergangenen Saisons anknüpfen und verlor dabei insgesamt fünf Auftaktspiele und schied bei sechs weiteren Turnieren in der für ihn jeweils zweiten Runde aus, wobei er dabei beispielsweise mit einer 4:8-Niederlage gegen Robby Foldvari bei der Australian Professional Championship seinen Titel bei diesem Turnier nicht verteidigen konnte. Insgesamt kam er bei lediglich einem Turnier während der gesamten Saison über die für ihn zweite Runde hinaus, wobei er beim Canadian Masters unter anderem Neal Foulds besiegte und erst im Achtelfinale sich Mike Hallett geschlagen geben musste. Auf der Weltrangliste bedeutete dies für King ein Verlust von elf Plätzen, sodass er auf Rang 55 in die nächste Saison ging.
Auch wenn er ebenfalls in der Saison 1989/90 fünf Auftaktspiele verlor und er bei drei weiteren Turnieren ein Zweitrundenaus verzeichnete, verbesserte sich Kings Form deutlich. So erreichte er bei den Asian Open, beim Grand Prix und beim Dubai Classic jeweils die Runde der letzten 32. Dagegen besiegte er beim Classic mit Mario Morra, Terry Griffiths, Eddie Charlton, John Virgo, Steve Newbury und Silvino Francisco unter anderem mehrere Spieler der Weltspitze, sodass er zum einzigen Male seiner Karriere das Finale eines Weltranglistenturnieres erreichte. Im Finale traf er mit Steve James auf einen weiteren Außenseiter, welcher das Spiel mit 6:10 aus Sicht des Australiers gewinnen konnte. Dabei war King für 14 Jahre der letzte Australier in einem Halbfinale eines Ranglistenturnieres sowie für 16 Jahre der letzte Australier in einem entsprechenden Endspiel, bis jeweils Quinten Hann beim Irish Masters 2004 das Halbfinale und Neil Robertson beim Grand Prix 2006 das Finale erreichten. Mindestens zu diesem Zeitpunkt wohnte der Australier King in Manchester, wobei seine Frau Leanne in ebenjener Zeit schwanger war. Auf der Weltrangliste konnte er somit den Verlust der letzten beiden Saisons wettmachen und sich erneut auf Rang 39 platzieren.

### Absturz auf Rang 70
Doch schon in der Saison 1990/91 hatte sich Kings Form wieder verschlechtert, als er neben drei verlorenen Auftaktspielen bei fünf Turnieren nicht über die zweite Runde hinaus kam. Erst zum Saisonende hin verbesserte sich Kings Leistung etwas, als er zuerst bei den British Open neben Barry Pinches auch Steve James besiegen konnte, bevor er in der Runde der letzten 32 gegen Dean Reynolds verlor. Schließlich gelang ihm mit drei gewonnenen Spielen erneut die Qualifikation für die Hauptrunde der Snookerweltmeisterschaft, wo er jedoch sich direkt Stephen Hendry geschlagen geben musste. Auf der Weltrangliste konnte er sich dennoch auf seinem 39. Platz halten.
Im Verlaufe der folgenden Saison überstand King schließlich nur bei einem der elf Turniere die zweite Runde, auch wenn er lediglich in vier Fällen sein Auftaktspiel verlor. Beim Dubai Classic besiegte er jedoch neben Oliver King auch überraschend Stephen Hendry, bevor er gegen Peter Francisco verlor. Diese verschlechterte Form wirkte sich mit einem Absturz auf Rang 67 auf der Weltrangliste aus.
Dies bedeutete für die Saison 1992/93, dass sich King nun durch mehrere Qualifikationsrunden schlagen musste, bei denen er aber meist nicht die Runde der letzten 128 überstand. Lediglich beim Dubai Classic erreichte er unter anderem mit einem Sieg über Jason Prince die Runde der letzten 64 sowie bei den British Open unter anderem mit Siegen über Bob Chaperon und Tony Jones die Runde der letzten 32, bevor er sich den Walisern Doug Mountjoy beziehungsweise Darren Morgan geschlagen geben musste. Trotzdem verlor er auf der Weltrangliste weitere drei Plätze.

### Letzte Profijahre
In der Saison 1993/94 konnte King die gesamte erste Saisonhälfte hinweg kein Spiel gewinnen, sodass er bei insgesamt fünf Turnieren während der gesamten Saison sein Auftaktspiel verlor. Erst bei den Welsh Open zu Beginn der zweiten Saisonhälfte konnte er mit einem 5:0-Sieg über Mick Fisher erstmals ein Auftaktspiel gewinnen, schied aber wie auch in zwei weiteren Turnieren in der darauffolgenden Runden der letzten 128 aus. Lediglich bei den Thailand Open konnte er mithilfe von Siegen über Jamie Burnett und Nick Pearce die beiden ersten Runden überstehen, bevor er auch bei diesem Turnier gegen Les Dodd verlor. Auf der Weltrangliste verlor er infolgedessen weitere 44 Plätze und stürzte somit zum ersten Mal überhaupt aus den ersten einhundert Plätzen heraus und war im Folgenden auf Rang 114 platziert.
Für King bedeutete dies, dass seine Profikarriere so gut wie beendet war. In der Saison 1994/95 nahm er lediglich an der Qualifikation für die Snookerweltmeisterschaft und unterlag Tai Pichit mit 0:10, bevor er in der Saison 1995/96 mit einer 4:7-Niederlage gegen Chris Small bei der Australian Open Championship sein letztes Profispiel bestritt. Denn mittlerweile war auf der Weltrangliste über Rang 217 auf Platz 496 abgestürzt, sodass er im Folgenden keine weiteren Profispiele mehr bestritt und zum Ende der Saison 1996/97 nach fünfzehn Jahren seine Profikarriere beendete.

### Weiteres Leben
Schon 1996 nahm King wieder an der australischen Snooker-Meisterschaft teil, verlor aber mit 1:3 gegen Paul Balzer sein Auftaktspiel. Zwei Jahre später gelang ihm ein 4:2-Sieg über Tom Lucas, bevor er im Achtelfinale sich Shawn Budd im Decider geschlagen geben musste. 2017 wurde King unter anderem zusammen mit den teils bereits verstorbenen Warren Simpson, Eddie Charlton und Glen Wilkinson in die Hall of Fame des lokalen Verbandes von New South Wales aufgenommen.

## Erfolge
| Ausgang         | Jahr | Turnier                                      | Finalgegner                         | Ergebnis  |
| --------------- | ---- | -------------------------------------------- | ----------------------------------- | --------- |
| Amateurturniere |      |                                              |                                     |           |
| Sieger          | 1980 | Australische Snooker-Meisterschaft           | James Giannaros                     | unbekannt |
| Sieger          | 1981 | Australische Snooker-Meisterschaft           | John Campbell                       | 8:6       |
| Zweiter         | 1982 | Australische Snooker-Meisterschaft           | James Giannaros                     | 3:8       |
| Profiturniere   |      |                                              |                                     |           |
| Zweiter         | 1984 | Australian Professional Championship         | Eddie Charlton                      | 3:10      |
| Sieger          | 1986 | Australian Professional Championship         | John Campbell                       | 10:3      |
| Sieger          | 1987 | Australian Professional Championship         | Eddie Charlton                      | 10:7      |
| Zweiter         | 1987 | World Cup (mit Eddie Charlton John Campbell) | Steve Davis Jimmy White Neal Foulds | 7:9       |
| Zweiter         | 1990 | Classic                                      | Steve James                         | 6:10      |